# Bündische Jugend

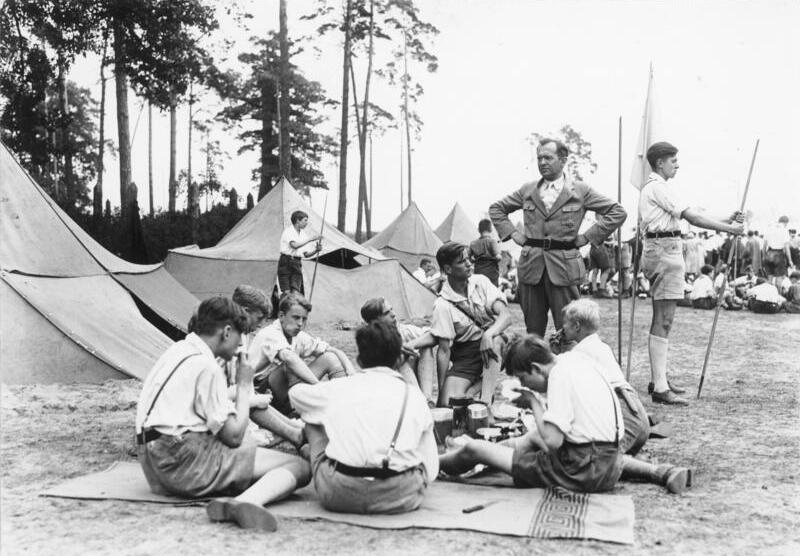
Lager der Bündischen Jugend in Berlin-Grunewald (Mai 1933)

Bündische Jugend nennt man die in Deutschland mehrheitlich aus dem Wandervogel und den Pfadfindern hervorgegangene und in ihrer Mehrheit völkisch-nationalistisch orientierte Jugendbewegung nach dem Ersten Weltkrieg und in der Weimarer Republik, kurz die Bündischen genannt. Heute begreift sich eine kleine Zahl von Jugendbewegungen weiter als bündisch, unterscheidet sich aber in der Regel inhaltlich stark von ihrem historischen Vorbild.

## Geschichte

### Gründungsphase
Sowohl Pfadfinder als auch Wandervögel kehrten aus dem Ersten Weltkrieg desillusioniert zurück, darüber hinaus war ein Großteil der bisherigen Führer gefallen. Die überlebenden Mitglieder mit Fronterfahrung gewannen in den Augen der jüngeren, nicht mehr vom aktiven Kriegsdienst betroffenen Jugendlichen an Autorität, während die älteren Funktionäre zunehmend weniger anerkannt wurden. Im Rahmen von Feiern und Zusammenkünften verschiedener Jugendorganisationen nahmen das Gedenken an den Krieg und die Gefallenen breiten Raum ein. Dadurch veränderten sich die Bünde und die Bündelandschaft. Sie wollten die Gesellschaft von Grund auf verändern. Politische Aktivitäten begannen an Bedeutung zu gewinnen.
In der Nachkriegszeit gewannen Vertreter der Konservativen Revolution Einfluss auf denjenigen Teil der Jugendbewegung, der nicht bereits als Arbeiterjugend politisch links orientiert war. Mit dem Jungdeutschen Bund formierte sich im August 1919 eine ausdrücklich nationalkonservative Vereinigung innerhalb des Wandervogels. Ähnliche Entwicklungen fanden auch in der Pfadfinderschaft statt. 1921/22 spalteten sich mit dem Bund Deutscher Neupfadfinder und den Ringpfadfindern völkische Strömungen ab, die auch die Vorstellungen von Ritterschaft und persönlicher Gefolgschaft von den sich formierenden Bündischen übernommen hatten.
Außerhalb der älteren Jugendorganisationen gründete sich im Januar 1919 der Deutsch-Nationale Jugendbund (DNJ), der seine Mitgliedschaft binnen Jahresfrist mit rund 50.000 angab. Die Organisation verband ein breit gespanntes Freizeitangebot mit einer Ausrichtung auf die Wiederherstellung der Gesellschaftsordnung aus dem Kaiserreich. Der 1921 vom DNJ abgespaltene Jungnationale Bund legte die monarchistischen Elemente ab und propagierte eine stärker völkisch-nationalistische Weltanschauung. In seiner Arbeit nahmen die Herausbildung von Führerpersönlichkeiten, regelmäßige nachmittägliche Gruppentreffen und Fahrten nach dem Vorbild des Wandervogels eine größere Rolle ein. Ähnlich völkisch positionierte sich der 1920 gegründete Bund der Adler und Falken, allerdings mit einem Selbstverständnis als künftige Führungselite und einer stärkeren Ausrichtung auf Kultur- und Naturerlebnisse.
In den Jahren 1919 bis 1922 erfasste der Wandel hin zum Bündischen auch die älteren Wandervogel-Formationen. Der Alt-Wandervogel schloss auf Betreiben des 1919 gewählten Bundesleiters Ernst Buske fast alle älteren Mitglieder aus und spaltete die Mädchenorganisationen ab. Im größeren Wandervogel e. V. beanspruchten die Landesverbände von 1920 an größere Autonomie. 1922 wurde der Verein aufgelöst. Die nun eigenständigen und sich zum Teil wieder zusammenschließenden Verbände setzten in ihrer Mehrheit ebenfalls die Abspaltung der weiblichen Jugend und eine Ausrichtung von Weltanschauung und Organisation nach bündischen Grundsätzen um. Vergleichbar erfolgte Ende 1919 die Abspaltung der Gruppe Die Geusen / Jungvölkischer Bund von den Fahrenden Gesellen, der Wandervogel-Organisation des Deutschnationalen Handlungsgehilfen-Verbands. Mit maximal 2000 Mitgliedern blieben die Geusen eine eher kleinere Gruppierung. Sie verstanden sich zwar als Lebensbund, blieben aber koedukativ.
Politisch linksgerichtete Strömungen blieben innerhalb der Bündischen Jugend eine Ausnahmeerscheinung und erreichten nur eine geringe Gefolgschaft. Eine dieser Gruppen war der Freideutsche Bund unter Knud Ahlborn, der sich auf die Tradition des Ersten Freideutschen Jugendtags von 1913 bezog. Die Entschiedene Jugend wollte bündische Ideen in die Arbeiterjugend einbringen, schloss sich aber nach ausbleibendem Erfolg 1921 größtenteils der Kommunistischen Partei Deutschlands an. Auch in der konfessionellen Jugendarbeit des Bundes Deutscher Jugendvereine auf protestantischer und des Quickborn auf katholischer Seite gab es Bestrebungen einer stärkeren Selbstverwaltung der Jugend und der Abwendung von älteren Führungspersönlichkeiten; wegen ihrer konfessionellen Bindung hielten diese Organisationen sich aber von den eigentlichen Bünden fern. Dies galt ähnlich auch für sozialistische und sozialdemokratische Jugendgruppen. Dort nach dem Ersten Weltkrieg vorhandene nationalistische Anklänge wurden spätestens 1925 durch einen kaum umstrittenen Internationalismus verdrängt. Unter den konfessionellen Organisationen stand der katholische Bund Neudeutschland den bündischen Ideen und Organisationsformen am nächsten, wurde aber nie Teil der späteren Organisationen der Bewegung.
In ihrer Frühphase verstanden die Bündischen sich in der Regel nicht als gemeinsame Bewegung. Allerdings erkannten viele Protagonisten die ähnlich ausgerichteten Grundsätze und Ideale trotz verschiedener organisatorischer Hintergründe. Wichtig für den Austausch waren Publikationen, die auch über die Grenzen des jeweiligen Bundes hinweg rezipiert wurden, und die verbreiteten Doppelmitgliedschaften von Protagonisten, sowohl innerhalb verschiedener Jugendbewegungen als auch in Parteien, Berufs- und Hochschulverbänden.

### Das Entstehen einer Bewegungsidee
Nachdem sich die verschiedenen Organisationen und Strömungen gebildet hatten, setzten Versuche einer Koordination ein. Anfang 1922 trafen sich Vertreter verschiedener Pfadfinder- und Wandervogelbünde sowie des Junabu auf Betreiben des Pfadfinderführers Martin Voelkel in Karlshorst. Im April folgte ein Treffen in gleicher Konstellation auf der Wartburg. Zu einem engeren Zusammenschluss kam es dabei nicht, eine Gesprächsplattform war aber geschaffen. Zudem einigten sich die Teilnehmer auf das Balkenkreuz als gemeinsames Symbol und auf Grenzfeuer als gemeinsames Ritual. Aus dem Wartburgkreis ging im August 1923 eine Heerschau bei Weißenstadt im Fichtelgebirge hervor, an der bis auf die Adler und Falken (die sich allerdings kurz darauf dem bündischen Austausch anschlossen) alle größeren Jugendorganisationen und auch die Älterenbünde teilnahmen. Das Treffen war auch als Gegenveranstaltung zu einem gleichzeitigen Erinnerungstreffen zehn Jahre nach dem Ersten Freideutschen Jugendtag auf dem Meißner gedacht. Im Rahmen des Fichtelgebirgstreffens kam der Begriff „bündisch“ erstmals als gruppenübergreifende Selbstbeschreibung auf.
Ab 1922 erhielten die bündischen Organisationen zunehmend Aufmerksamkeit durch Behörden: Nach dem Mord an Walther Rathenau durch rechtsextreme Täter am 22. Juni 1922 wurden mehrere von ihnen in einigen deutschen Ländern verboten. Die alliierten Besatzungsbehörden verboten ebenfalls 1922 im besetzten Rheinland alle drei große Pfadfinderbünde, weil sie fürchteten, dass diese der Schwarzen Reichswehr zuarbeiten könnten.
Nach dem Fichtelgebirgstreffen etablierten sich neue Aktionsformen in der Bündischen Jugend. Dazu gehörten Grenzlandfahrten. Damit waren Fahrten nach Österreich und in Gebiete gemeint, die Deutschland in der Folge des Ersten Weltkriegs verloren hatte. Vor allem der Schlesische Wandervogel-Jungenbund propagierte diese „Grenzlandarbeit“ und richtete bei Löwenberg ein Schulungshaus zu diesem Thema ein. Ziel war einerseits das Aufrechterhalten des Kontakts zum „deutschen Volkstum“ in diesen Gebieten und andererseits die Herausbildung junger Führer im Rahmen dieser als besonderes Abenteuer verstandenen Fahrten. Die 1926 gegründete Gruppe Bund Artam kann mit ihrem Ostsiedlungsprogramm als Fortsetzung und Radikalisierung der Grenzlandfahrten verstanden werden.
Auf das Fichtelgebirgstreffen folgten erneute Initiativen zum organisatorischen Zusammenschluss. Im Rahmen des Treffens selbst verschmolzen Alt-Wandervogel, „Wandervogel, Wehrbund Deutscher Jugend“, Wandervogel-Jungenbund und Schlesischer Wandervogel-Jungenbund zum „Wandervogel, Deutsche Jungenschaft“, der kurz darauf unter Ernst Buske seine Bezeichnung zu „Alt-Wandervogel, Deutsche Jungenschaft“ änderte. Auf der Seite der Pfadfinder blieb ein vergleichbarer Versuch unter dem Namen Hochbund zunächst ergebnislos.
Nach Wartburg und Fichtelgebirge fand im August 1924 das dritte große gesamtbündische Treffen auf dem Heidelstein in der Rhön statt. Im Mittelpunkt stand das Gedenken an die Soldaten und Gefallenen des Ersten Weltkriegs, insbesondere die Pflege des sich gerade erst etablierenden Mythos von Langemarck. Zum bündeübergreifenden Gemeinschaftsverständnis und der ab Mitte der 1920er Jahre verstärkten Auseinandersetzung mit dem Ersten Weltkrieg trug auch die Rezeption und Verehrung bestimmter Autoren bei. Eine herausgehobene Rolle spielte in diesem Zusammenhang Walter Flex mit seinem Werk Der Wanderer zwischen beiden Welten, aber auch Ernst Jünger, Hermann Löns, bei dem Naturerlebnis und Kriegstod gleichermaßen thematisiert wurden, sowie mit Blick auf den Volkstumsgedanken Hans Grimm.
Unterdessen setzte sich der organisatorische Zusammenschluss fort. Ende 1925 vereinigten sich Neupfadfinder und die Mehrheit der Ringpfadfinder zum Großdeutschen Pfadfinderbund unter der Leitung Voelkels. Sie näherten sich auch wieder der ehemaligen Mutterorganisation Deutscher Pfadfinderbund an. Einer aus seiner Sicht drohenden Wiedervereinigung der Pfadfinder und damit deren möglichen Dominanz in der bündischen Bewegung kam Buske zuvor, indem er im Frühjahr 1926 die Gründung des Bundes der Wandervögel und Pfadfinder durchsetzte, in dem der Großdeutsche Pfadfinderbund mit seinem Alt-Wandervogel und dem Wandervogel e. V. verschmolz. Ein Jahr darauf nahm der Bund den Namen Deutsche Freischar an. Er wirkte als ein Gravitationszentrum der Bündischen, blieb in seiner politischen Ausrichtung vergleichsweise gemäßigt nationalistisch und wuchs in den Folgejahren um mehrere kleinere Organisationen auf bis zu 15.000 Mitglieder an. Noch 1927 schlossen sich ihm ein Teil des Österreichischen Wandervogels, der Wandervogel-Mädchenbund und der protestantisch geprägte Älterenbund der Köngener an. 1928 erhielt die Deutsche Freischar einen an den Universitäten aktiven Flügel unter dem Namen Ring Akademischer Freischaren. Weitere Jugendorganisationen gehörten vorübergehend zur Deutschen Freischar. Außerdem bemühte sich die Organisation um gute Beziehungen zu anderen Formationen der Bündischen Jugend wie dem Deutschen Pfadfinderbund und dem Junabu.

### Neue Aktionsformen und Verstetigung im rechten Lager
Ab 1924 propagierten manche Bünde, z. B. die Schlesische Jungmannschaft (SJ) und die Artamanen, sogenannte Arbeitslager als erzieherisches Mittel, in dem die Volksgemeinschaft vorgelebt werden sollte. Nach F. Raabe wollten sie die Entwicklung des Volkwerdens vorbereiten; so sollten sie vom Gedanken des Volkstums her Staat und Gesellschaft neu ordnen und so das organische Zusammenwirken aller Teile über alle Klassen, Parteien und Konfessionen hinweg gewährleisten. Weitere Verbreitung erhielt diese Betätigungsform innerhalb der Deutschen Freischar, die darunter zwei- bis dreiwöchige Lager mit 50 bis 150 Teilnehmern und einem Gleichgewicht aus körperlicher, musischer und intellektueller Arbeit verstand. In nahezu allen Bünden trat das Zeltlager als spezifische Form neben die Fahrt. Es ermöglichte ein Gemeinschaftsleben in einem größeren Rahmen als die Fahrt und bot zahlreiche Möglichkeiten zu gemeinsamen Aktivitäten und programmatisch-pädagogischer Arbeit. Auch regelmäßige wöchentliche Treffen, meist als Nestabende bezeichnet, setzten sich in der gesamten Szene durch.
1925 etablierten sich die Reichspfadfinder mit Schwerpunkt in Berlin als neue Pfadfinderorganisation innerhalb der Bündischen Jugend. Die vergleichsweise kleine Gruppe bekannte sich als einzige innerhalb der Bündischen zur Republik. Von der 1927 entstandenen Abspaltung Republikanische Pfadfinder wurde dieses Bekenntnis weiter pointiert. Mit rund 1200 Mitgliedern im Jahr 1931 blieb er eine kleine Organisation, die von einem Großteil der bündischen Bewegung nicht mehr als zugehörig betrachtet wurde.
Insgesamt lässt sich bei den Bündischen in der zweiten Hälfte der 1920er Jahre aber eine weiter verstärkte nationalistische Ausrichtung feststellen. Diese lässt sich unter anderem daran festmachen, dass Ansätze zum internationalen Austausch, wie sie etwa bei der Deutschen Freischar vorkamen, von der Mehrheit der Bewegung scharf kritisiert wurden. Mit dem Jahr 1925 begann sich zudem die von dem nach Österreich geflüchteten Gerhard Roßbach gegründete und der NSDAP nahestehende Schilljugend geografisch und inhaltlich in die Bündische Jugend hinein zu entwickeln. 1926 erfolgte ein Bündnis mit den Adlern und Falken. Während die Schilljugend ihre vormals strikte Ausrichtung auf eine militärische Ausbildung um Fahrten, Kulturarbeit und Sport nach bündischem Vorbild erweiterte, verstärkte sie die Hinwendung zum Militärischen innerhalb der Bündischen insgesamt.
Mit der 1928 erfolgten Wahl von Alfred Pudelko zum Bundesleiter der Adler und Falken wurde erstmals ein Mitglied der NSDAP Anführer einer größeren bündischen Organisation.
Von etwa 1925 an ist neben der zunehmenden Konsolidierung in größeren Zusammenschlüssen und der engeren Koordination zwischen diesen auch eine stärkere Durchlässigkeit festzustellen: Einzelne Personenkreise oder lokale Formationen wechselten zwischen verschiedenen Bünden. Häufig schlossen verschiedene Bünde auch engere Bündnisse, ohne zu fusionieren. Über nahezu die gesamte Bewegung hinweg wurden vor allem die Grenzlandfahrten koordiniert. Dazu dienten die 1925 geschaffene Mittelstelle Grenzlandarbeit und das 1928 geschlossene Grenzlandabkommen, das unter anderem gemeinsame Symbole festlegte. Im gleichen Jahr entstand der Spandauer Kreis der bündischen Jugend, in dem Absprachen und Beratungen der gesamten Szene abgehandelt werden sollten.

### Offensive gegen die Republik
Von etwa 1928 an lässt sich eine zunehmende Debatte innerhalb der Bündischen Bewegung feststellen, ob und wie man in die politische Entwicklung Deutschlands eingreifen solle. Diese Frage wurde schließlich mehrheitlich im Sinn eines energischen Widerstands gegen die Republik entschieden. Als Symbol dieses Widerstands übernahmen von Ende 1928 an viele Bünde eine schwarze Fahne als Symbol, die eine allgemeine Ablehnung gegen bestehende staatliche Strukturen ausdrücken sollte. Auch nationalbolschewistische Ideen Ernst Niekischs, Karl Otto Paetels und Kleo Pleyers trafen von diesem Zeitpunkt an auf großes Interesse bei den Bündischen. Spätestens mit den wieder zunehmenden Wahlerfolgen der NSDAP von Anfang 1929 an lässt sich eine intensive Auseinandersetzung mit der Partei in bündischen Publikationen nachweisen. Insbesondere die aus dem Deutschnationalen Handlungsgehilfen-Verband hervorgegangene kleine Gruppe der Geusen verstand sich als Arm der NSDAP innerhalb der Bündischen Bewegung. Das Verhältnis zur 1926 gegründeten Hitler-Jugend (HJ) war ambivalent. Die Organisation widersprach durch ihre in der Frühphase noch starke Ausrichtung auf die Arbeiterschaft, durch ihre enge Bindung an eine Partei und durch ihren frühen Dominanzanspruch über die deutsche Jugend dem bündischen Selbstverständnis. Durch die nationalistische Grundausrichtung bestanden jedoch Gemeinsamkeiten. In den Jahren bis 1933 kam es von Bündischen und von HJ sowohl zu Sondierungen von Kooperationen als auch zur strikten Abwehr der jeweiligen Gegenseite.
Im größeren Umfang wurden die Bünde erstmals 1929 in einer tagespolitischen Frage aktiv: Sie schlossen sich der Agitation mehrerer rechtsgerichteter Organisationen gegen den Young-Plan zur weiteren Behandlung der deutschen Kriegsreparationen an. Aus Sicht der Jugendbewegung war dabei insbesondere die geplante Dauer der weiteren Zahlungen bis 1988 ein mobilisierendes Element. Diese wurde als „lebenslange Knechtschaft“ gerade junger Menschen agitatorisch bearbeitet. Am 10. November 1929 beteiligten sich alle größeren und zahlreiche kleinere Bünde an einem Protesttag, wenn auch in der Form nichtöffentlicher Feierstunden. Im Februar 1930 beteiligten sich alle größeren Bünde außer dem Großdeutschen Jugendbund gemeinsam mit der Hitler-Jugend und weiteren NS-Jugendorganisationen an einem nun auch öffentlichen Aufruf Niekischs gegen den Young-Plan und weitere Abkommen, die Deutschland in das internationale Staatensystem einbanden. Am 16. März folgten reichsweite Protestkundgebungen, in deren Rahmen verschiedene bündische Gruppen, allerdings ohne die Deutsche Freischar und den Großdeutschen Jugendbund, eine erhebliche Teilnehmergruppe stellten.
Im August 1929 gab es erste Gespräche zwischen HJ-Führern und führenden Vertretern mehrerer Bünde über einen Zusammenarbeit. Da die HJ aber eine komplette Eingliederung der Bünde verlangte, setzten diese die Verhandlungen nicht fort. Im Jahr 1929 setzte allerdings ein fortgesetzter Wechsel einzelner Bündischer zur HJ ein. Erster prominenter Fall war Ende des Jahres der Junabu-Gauführer Gotthart Ammerlahn. Zudem schlossen sich zahlreiche Bünde in den Jahren 1929/30 der NS-vorfeldorganisation Kampfbund für deutsche Kultur an. Ohnehin waren bereits viele bündische Führer NSDAP-Mitglieder, entsprechend den seit dem Anfang der Bewegung verbreiteten Doppelmitgliedschaften.
Parallel setzten bündische Organisationen ihre Bemühungen um weitere Zusammenschlüsse fort. Der Großdeutsche Jugendbund versuchte 1928/29 erfolglos, zunächst mit dem Junabu, dann mit dem Deutschen Pfadfinderbund zusammenzugehen. Im Verlauf des Jahres 1929 formulierte die Deutsche Freischar ihren Nationalismus pointierter. Im Februar 1930 folgten Verhandlungen mit dem Großdeutschen Jugendbund, die am 4. Mai 1930 in einen Zusammenschluss mündeten. Der Junabu schloss sich im Juli an. Die weiter Deutsche Freischar genannte Organisation wurde dadurch mit rund 20.000 Mitgliedern zum dominierenden Block der Bündischen Jugend. Bald kam es allerdings zu Auseinandersetzungen innerhalb des neuen Bündnisses, was im Oktober 1930 zu seiner Auflösung führte. Der Großdeutsche Jugendbund, der Junabu und der Gau Altpreußen der alten Freischar traten fortan als Freischar junger Nation auf, der Rest agierte weiter als Deutsche Freischar. Beide waren jeweils rund 10.000 Mitglieder stark.
Ende 1931 begann der Deutsche Pfadfinderbund eine Offensive zum Zusammenschluss mehrerer Bünde. Dies führte Mitte 1932 zum Wechsel des rechten Flügels der Reichspfadfinder zum Deutschen Pfadfinderbund. Daraufhin banden Ende 1932 die Reichspfadfinder kleinere Gruppen republiknaher Pfadfinder zur Reichsschaft deutscher Pfadfinder zusammen, die aber kaum noch praktisch tätig wurde.
Gegen 1930 kam die Jungenschaftsbewegung auf, die das Lebensbundprinzip ablehnte und an seine Stelle die Idee der Selbsterringung der Jüngeren setzte. Die Jungenschaften um ihren wichtigsten programmatischen Vertreter Eberhard Koebel übten eine große Faszination auf die Gruppen der Bündischen Jugend aus. Die meisten Bünde wurden in einer zentralen Frage ihres Selbstverständnisses in Frage gestellt. Auch wenn manche Stilelemente wie Kohte und Jungenschaftsjacke nach und nach von den meisten Bünden übernommen wurden, behaupteten sich die bisherigen Bünde weitgehend. Die Deutsche Jungenschaft vom 1. November 1929 als eigenständige Organisation des Jungenschaftsgedankens und einige wenige von ihr stärker beeinflusste Kleinbünde blieben eine kleine Minderheit.

### Endphase und Auflösung
Die letzten Jahre der bündischen Vorkriegsbewegung waren geprägt von Initiativen, die weiter in die Gesellschaft hinein wirken sollten, aber kaum noch zur Entfaltung kamen. So gab es in verschiedenen Bünden Ansätze von Ernte- und sonstigen Arbeitsdiensten, Luftschutzausbildung und verstärktem Wehrsport. So arbeiteten alle größeren Bünde in dem Reichskuratorium für Jugendertüchtigung unter Edwin von Stülpnagel mit, das von September 1932 den Wehrsport fördern sollte.
Im Juli 1932 wurde in Eisenstadt das letzte große bündische Treffen als Fest zu Ehren Joseph Haydns gefeiert, bei der noch einmal die Grenzlandarbeit im Mittelpunkt stand.
Von 1930 an verstärkte sich die bündische Debatte zum Verhältnis zur NSDAP und zur HJ. Angesichts des zunehmenden Erfolgs der NS-Bewegung und ihrer Jugendorganisation stellte sich zunehmend offen die Frage nach der weiteren Existenzberechtigung der Bünde. Als erster Bund schloss sich das kleine Deutsche Jungvolk/Bund der Tatjugend Großdeutschlands, die aus dem österreichischen Wandervogel hervorgegangen war, im März 1931 der HJ an und ging vollständig in dieser auf. Allerdings wurden einzelne Symbole und der Name in das spätere Deutsche Jungvolk überführt. Als einziger Bund fassten die Fahrenden Gesellen im Herbst 1931 einen Unvereinbarkeitsbeschluss ihrer Mitgliedschaft mit der in der NSDAP. Begründung war vor allem der zu schwache Elitegedanken der Partei.
Unmittelbar nach der Machtergreifung am 30. Januar 1933 ging der sich etablierende NS-Staat zunächst gegen die politische Linke, dann gegen die bürgerlichen Parteien vor. Die Bündischen als vergleichsweise kleine Bewegung wurden zunächst kaum beachtet. Auf der Seite der Bünde setzte eine schnelle Anschlussbewegung ein. Aus allen Bünden, insbesondere aus der bis dahin gemäßigten Deutschen Freischar kam es zu zahlreichen Gesuchen um den Parteieintritt, die aber oft zurückgewiesen wurden. Am 21. März bot die Deutsche Freischar schließlich die Angliederung an die HJ an, verlangte aber Eigenständigkeit innerhalb der Organisation. Die übrigen großen Bünde traten zunächst nicht selbst an die neuen Herrscher heran, betonten in internen Publikationen aber sowohl ihre Bereitschaft zur Mitwirkung am NS-Staat als auch ihren Anspruch auf Eigenständigkeit als Eliteorganisation.
Am 25. März 1933 leitete Reichsjugendführer Baldur von Schirach mit einem Artikel im Völkischen Beobachter den Angriff auf die Bündischen ein. Er argumentierte, dass die Bewegung sich mit ihrem Eliteanspruch vom Volk abgewendet habe und weitgehend folgenlose Wanderei und Kulturarbeit betreibe, während die HJ in den zurückliegenden Jahren am politischen Kampf auf der Straße teilgenommen habe. Schirach machte klar, dass die neue Führung keine Jugendorganisation neben der HJ dulden werde.
1933 schlossen sich viele Bünde im Großdeutschen Bund unter der Führung von Adolf von Trotha zusammen. Damit setzten sie die seit Jahren verfolgten Einigungsbemühungen fort, versuchten aber vor allem, als größerer Bund von etwa 50.000 Mitgliedern vom NS-Staat nicht verboten zu werden und an diesem mitwirken zu können.
Seit April 1933 ging die HJ gegen verschiedene Dachverbände der Jugendbewegung vor und erbeutete in deren Geschäftsstellen auch Unterlagen über die Bünde und deren Mitglieder. Parallel gingen HJ-Gruppen lokal gegen Bünde vor. Bündische Häuser wurden überfallen, Wimpel, Kleidung und Literatur verbrannt, Mitglieder verprügelt. Im Mai erschien ein Aufruf der HJ mit dem Titel Vernichtet die Bünde!
Ein Bundestag des Großdeutschen Bundes auf dem Truppenübungsplatz Munster wurde von der Hitlerjugend als Provokation angesehen; infolgedessen ordnete der Landrat des Kreises Fallingbostel am Pfingstsonntag (4. Juni) den sofortigen Abbruch des Lagers an.
Als Schirach am 17. Juni 1933 zum Jugendführer des Deutschen Reiches ernannt wurde, erhielt er auch staatliche Vollmachten und verbot noch am gleichen Tag den Großdeutschen Bund und alle seine Mitgliedsorganisationen im Dritten Reich. Trotha intervenierte bei Hitler gegen das Verbot, hatte jedoch keinen Erfolg.
Später galten auch entsprechende Kleidung und Ausrüstung unter der Bezeichnung bündische Umtriebe als strafbar. Unter diesem Begriff wurden allerdings auch andere Versuche zusammengefasst, sich den NS-Jugendorganisationen zu entziehen, auch wenn diese nicht im engeren Sinn bündisch begründet waren. Die freien Bünde galten als „Erzfeinde der Hitler-Jugend“ (Zitat Baldur von Schirach). Die Unterdrückung der bündischen Strukturen stieß in regimeloyalen Milieus und teilweise auch bei Parteistellen und Staatsorganen zunächst auf Unverständnis und Ablehnung. Nationalsozialistische Ideologen betrieben deshalb eine intensive negative Etikettierung und Kriminalisierung der Jugendbünde. Oftmals griff man zur Diskreditierung der bündischen Strukturen auf die tatsächlich gegebene oder schlichtweg unterstellte homosexuelle Orientierung der Bündischen zurück.
Die Adler und Falken waren dem Großdeutschen Bund ferngeblieben und versuchten wegen ihrer schon lange bestehenden Verbindung zur NSDAP selbst als Eliteverband in die NS-Bewegung aufgenommen zu werden. Nach dem entschiedenen Vorgehen Schirachs gegen den Großdeutschen Bund beschlossen die Adler und Falken, ihre jüngeren Mitglieder am 15. Juli an die HJ abzugeben. Die älteren setzten ihre Arbeit noch bis zum Sommer 1936 fort und lösten ihre Organisation dann ganz auf.
Die Mehrheit der übrigen, kleineren Bünde wählte im Jahresverlauf 1933 die Selbstauflösung, einige wurden verboten. Am längsten hielten sich die Gilden als Hochschul-Zweig der Bündischen.

### Bündische im „Dritten Reich“
Ab 1933 übernahm die Hitler-Jugend, die sich zunächst an den Formen der Arbeiterjugendbewegung orientiert hatte, zum Teil die pfadfinderischen und bündischen Traditionen. Andere Elemente wie Gruppennachmittage, Lager, Gefolgschaft und die zentrale Rolle des Führers waren sowohl in der HJ als auch bei den Bündischen angelegt, wenn auch bei den Bünden als Folge einer freiwilligen Unterordnung, bei der HJ aber erzwungen. Dies führte bei vielen Angehörigen der Bündischen Jugend zur Hoffnung, die Hitler-Jugend von innen heraus in bündischem Sinne umzugestalten, was aber misslang.

Es gab auch Versuche einzelner ehemaliger Bündischer, sich innerhalb des NS-Staats neu zu organisieren. Dies galt etwa für den Reichsbund Volkstum und Heimat, der allerdings im Herbst 1934 nach gut einem Jahr Existenz wieder aufgelöst wurde.
Da die Struktur der bündischen Gruppen nicht auf Illegalität ausgelegt war, passte sich ein bedeutender Teil dem totalen Staat an oder aber ging frühzeitig ins Exil, vor allem nach Großbritannien.
Im NS-System fanden Bündische insbesondere als Wissenschaftler in der sogenannten Ostforschung Anschluss, wohl in der Fortsetzung der bündischen Grenzlandarbeit. Beispiele sind Erich Maschke, Rudolf Craemer, Werner Markert und Theodor Schieder. Auch in der Schutzstaffel (SS) machten zahlreiche bündische Führer Karriere. Heinrich Himmler, der Reichsführer SS, hatte 1928/29 nur kurz einen bündischen Leitungsposten bei den Artamanen innegehabt. Dieser Organisation hatten auch Rudolf Höß und Walther Darré angehört. Reinhard Heydrich war Mitglied des DNJ gewesen, ebenso Werner Best, der zudem im Junabu aktiv gewesen war. Weitere Bündische in der mittleren SS-Ebene waren Lothar Stengel-von Rutkowski, Wolfram Sievers und Walter Stahlecker.
Einige wenige bündische Gruppierungen bestanden im Geheimen weiter; sie gingen im Untergrund weiter auf Fahrten und führten Lager durch. Diese Gruppierungen durchliefen aufgrund der nationalsozialistischen Verfolgung eine Politisierung. Sie bildeten zum Teil Widerstandsgruppen gegen das Dritte Reich und führten teilweise offene Straßenschlachten gegen die HJ. Dieser Widerstand war besonders im Rheinland zu spüren. Viele dieser wilden bündischen Jugendgruppen wurden Edelweißpiraten genannt oder bezeichneten sich selbst mit diesem Namen, unter dem sie verfolgt wurden. Zur Popularisierung dieser jugendlichen Subkultur trug bei, dass die freien Jugendgruppen jene Ansprüche und Erwartungen realisierten, die von der Hitlerjugend zwar propagiert, letztlich aber nicht erfüllt wurden, insbesondere die Weiterführung der Jugendbewegung und die Selbstbestimmung innerhalb der Jugendgruppen. Außerdem bildete das oppositionelle Jugendmilieu durch das freie Wander- und Fahrtenleben mit romantisierenden Bräuchen und freiem Umgang zwischen den Geschlechtern einen für zahlreiche Jugendliche attraktiven Kontrast zum reglementierten HJ-System.
Neben dieser illegalen Fortführung der bündischen Arbeit gab es andere Formen des Widerstands, die sich aus der Bündischen Jugend heraus entwickelten. In der Frühphase des „Dritten Reiches“ dürfte eine Gruppe um Hans Ebeling vom Junabu und Theo Hespers vom Quickborn die bedeutsamste dieser Art gewesen sein. Sie sammelten von 1934 an im niederländischen Exil junge deutsche Oppositionelle um sich und erhoben von 1937 an den Anspruch, als Deutsche Jugendfront die legitime Vertretung der deutschen Jugend außerhalb des NS-Systems zu sein. Die Deutsche Jugendfront war publizistisch tätig, baute Kontakte zu westeuropäischen Jugendorganisationen auf und schleuste verfolgte Jugendliche aus dem Reich heraus. Noch 1937 zerschlug die Geheime Staatspolizei die Strukturen der Organisation im Reich. Die Besetzung der Niederlande im Jahr 1940 bedeutete das Ende der Deutschen Jugendfront. Ebeling floh nach Großbritannien, Hespers konnte sich zwei Jahre lang verstecken, wurde aber schließlich gefasst und 1943 hingerichtet. In der Widerstandsgruppe des Kreisauer Kreises waren mehrere Bündische engagiert. Der Hitlerattentäter Claus Schenk Graf von Stauffenberg war Mitglied der bündisch ausgerichteten Neupfadfinder gewesen; jedoch ist die Bedeutung dessen für seine spätere Zuwendung zum militärischen Widerstand nicht klar zu fassen.
Nach dem Beginn des Zweiten Weltkriegs beteiligten sich zahlreiche im britischen Exil lebende Bündische an den Vorbereitungen der Sozialistischen Union aus SPD, ISK und der von Richard Löwenthal geleiteten Gruppe „Neu Beginnen“ zum demokratischen Aufbau Deutschlands nach dem Krieg.

### Bündische Ideen und Akteure im Nachkriegsdeutschland
Nach dem Ende des Zweiten Weltkriegs begann die Militärverwaltung in der Sowjetischen Besatzungszone bereits im Sommer 1945 mit der von ihr kontrollierten Organisation der Jugendlichen, die im Februar 1946 in der Gründung der Freien Deutschen Jugend mündete. Deren Anspruch als Einheitsorganisation ließ keinen Raum für eine Wiederbelebung der Bündischen Jugend.
In den westlichen Besatzungszonen und der frühen Bundesrepublik organisierte sich die Jugendbewegung, ebenfalls staatlich gefördert, vor allem im konfessionellen Rahmen. Daneben etablierte sich eine mengenmäßig deutlich kleinere Bewegung mit anderen Hintergründen. So formierte sich der Bund Deutsche Pfadfinder neben den religiösen Pfadfinderorganisationen als vergleichsweise große Organisation. Die nationalistischen und damit der NS-Ideologie nahestehenden Bünde waren aber weitgehend diskreditiert. Vielmehr griff die Jugendbewegung auf vorbündische Traditionen zurück. Einen gewissen Einfluss entfaltete der aus dem Bündischen hervorgegangene Jungenschaftsgedanke, als dessen Vordenker Eberhard Koebel nun einen größeren Einfluss erlangte als in der Weimarer Republik. Eine große Zahl von allerdings sehr kleinen Jungenschaftsgruppen mit verschiedenen Hintergründen entstand.
Einige Symbole und Ausrüstungsstücke der bündischen Jugend wurden in der gesamten Nachkriegs-Jugendbewegung übernommen, aber auch stark abgewandelt. Allerdings handelte es sich dabei zum Teil um Elemente, die die Bündischen von ihren eigenen Vorgängern übernommen hatten. Fahrten hatten im Gegensatz zu den alten Grenzlandfahrten nun eher wieder das Naturerlebnis zum Ziel und näherten sich damit der alten Wandervogeltradition an. Insgesamt wuchs der Stellenwert des Gesangs gegenüber der bündischen Zeit.
Am ehesten lassen sich wohl die Vorstellung des Männerbunds, eine Selbstdefinition als Elite und der hohe Stellenwert persönlicher Führerschaft auf die Bündischen zurückführen. Diese Elemente verschwanden in den 1960er Jahren mit der allgemeinen gesellschaftlichen Liberalisierung weitgehend.
Die Wiederbelebungsversuche explizit nationalistischer Bünde wie der Geusen und der Artamanen scheiterten nach kurzer Zeit. Fahrende Gesellen, Deutsche Gildenschaft und Deutsche Freischar konnten sich etablieren, blieben zahlenmäßig aber unbedeutend. Als etwas stärkere Organisation etablierte sich der Nerother Wandervogel, der sich vor dem Krieg am Rand der bündischen Organisationen gehalten hatte. Er pflegt bis heute den elitären Anspruch, der für die Bündischen konstituierend war.
Einzelne bündische Akteure gaben den Anstoß für rechtsgerichtete Neugründungen der 1950er und -60er Jahre, die zudem im Stil ihres Auftretens und ihrer Arbeit bündische Vorbilder aufgriffen. Dies gilt unter anderem für den Jugendbund Adler, die Wiking-Jugend und den Bund Heimattreuer Jugend.
Viele Veteranen der Bündischen Bewegung formierten sich nach 1945 in Älterenkreisen, unter denen der überbündische Freideutsche Kreis der wichtigste gewesen sein dürfte. Mit dem Dörnbergbund schlossen sich 1953 Ehemalige der Adler und Falken zusammen. Mehrere Versuche der „alten Bündischen“, einen Einfluss auf die neue bündische oder auch andere Jugendorganisationen und -bewegungen der Bundesrepublik zu erhalten, schlugen fehl.
Der in den 1920er Jahren vielfach in der zwischenbündischen Kommunikation engagierte Werner Kindt veröffentlichte von 1963 bis 1974 im Auftrag des Freideutschen Kreises die materialreiche Dokumentation der Jugendbewegung. Seit etwa 2005 wurde Kindt aber nachgewiesen, dass er durch seine Quellenauswahl und -bearbeitung vielfach das Verhältnis der Bündischen zum Nationalsozialismus geschönt und verharmlost hatte.

## Grundüberzeugungen
Die Entwicklung der Jugendbewegung hin zur Bündischen Jugend brachte einen Wandel der Grundüberzeugungen mit sich:
Während der Wandervogel zentral die Erneuerung des Einzelnen betonte und andere Erneuerungen hiervon ableitete, strebte die Bündische Jugend dementsprechend gleich die Erneuerung der Gesellschaft an.
Die Bündische Jugend war nicht mehr wie der Wandervogel ein Selbstzweck, der aus sich selbst heraus als revolutionär anzusehen war. Stattdessen vollzog der Einzelne durch die Aufnahme in den Bund eine umfassende „Dienstverpflichtung“, die ihn bis ins Privateste beanspruchte.
Die Mitglieder nahmen sich Ritterorden zum Vorbild. Der Einzelne war nicht nur seinem Gruppenführer, sondern alle waren der gemeinsamen Sache verpflichtet. Gleichwohl spielte auch der Gedanke eines Vertrauensverhältnisses zwischen Führer und Gefolgschaft eine wichtige Rolle. Die Mitglieder sollten sich freiwillig der Disziplin und Selbstdisziplin unterwerfen und sich in den Dienst des Bundes und seiner Ziele stellen. Wichtig für die Herausbildung der Bündischen Jugend war das Bestreben, zukünftig Gruppen zu bilden, die den Charakter eines Lebensbundes über das Jugendalter hinaus hatten. Vielen Bünden erschien die erstrebte Bundesgemeinschaft nur in reinen Männer- oder Frauenbünden erreichbar, weshalb koedukative Bünde stark an Bedeutung verloren.
Es herrschte ein elitärer Anspruch vor. Man strebte eine Auslese an: Bei weitem nicht jeder Aspirant wurde in einen Bund aufgenommen. Oft wurden Jungen ausgewählt, die in den jeweiligen Bund passen könnten, und nur diese wurden gefragt, ob sie sich einmal eine Gruppe des Bundes ansehen wollten. Der Gedanke des Bundes lebte somit auch vom Gegensatz zur Masse.
Äußerlich war das Entstehen einer einheitlichen Kluft als Ausdruck der engen Gemeinschaft des Bundes oder Ordens von Bedeutung.
Die Bündische Jugend legte Wert auf symbolische Handlungen und romantische, feierlich-mythische Formen. Dies hing eng zusammen mit der Auseinandersetzung mit bündischem Gedankengut, zum Teil vermittelt durch die Beschäftigung mit dem Dichter Stefan George: Seine Bundesvorstellung, die er 1914 im Stern des Bundes beschrieb, hatte einen mythisch-religiösen Charakter. George konnte sich selbst nicht für die reformerischen Ideen des Wandervogels begeistern.
Ein anderer Ideengeber der Bündischen Jugend kam aus Großbritannien. John Hargrave entwickelte seine Ideen in der britischen Scoutbewegung. Aus dieser wurde Hargrave 1920 ausgeschlossen, woraufhin er die Bewegung Kibbo Kift the Woodcraft Kindred gründete. In Deutschland wurden die darin entwickelten, naturnahen Erziehungsgrundsätze mit großem Interesse aufgenommen.
Nur eine Minderheit der Bünde ließ Juden als Mitglieder zu. Eine Vielzahl positionierte sich klar antisemitisch. Nahezu alle äußerten sich klar franzosenfeindlich. Eine aggressive Ablehnung der Weimarer Republik zeigte sich vor allem in der Spätphase der Bewegung.

## Bewertung durch Historiker
Nach dem Ende des Dritten Reichs warfen Kritiker der Bündischen Jugend vor, Steigbügelhalter des Nationalsozialismus gewesen zu sein, indem sie ähnliches Gedankengut wie „Führen und Folgen“, „soldatische Tugenden“ oder Patriotismus transportierte. Andere wiesen darauf hin, dass die Bünde großen Wert auf Selbstbestimmung und Autonomie legten, die persönliche Beziehung zwischen Führern und Geführten betonten, in ihrem elitären Anspruch nicht zu der Massenbewegung des Nationalsozialismus passten und erklärt unpolitisch waren.

„Zusammenfassend: Die bürgerliche deutsche Jugendbewegung bis 1933 war in ihrem politischen Denkweisen oder Gefühlswelten überwiegend so weit in der Nähe des Nationalsozialismus, daß sie sich 1933 als Teil der „nationalen Erhebung“ verstehen konnte. Diese Politikvorstellungen der Jugendbewegung beziehungsweise ihrer Mehrheit waren Zeichen einer allgemeinen politischen Fehlentwicklung des deutschen Bürgertums – aber eben nur ein Symptom neben vielen gleichgerichteten und gewiß nicht Ursache der Bewegung hin zum Faschismus. Als aber der Faschismus in Deutschland staatlich etabliert war, zeigte sich, daß in der Tradition der Jugendbewegung zugleich eine Chance systemoppositionellen Verhaltens lag. Das „autonome“ Milieu jugendlichen Gruppenlebens blieb zumindest zum Teil widerstandsfähig auch gegenüber dem totalitären Zugriff der staatlichen Jugenderziehung im Faschismus.“

Sowohl die Idee eines engen persönlichen Lebensbunds als auch die nationalistische Ausrichtung werden vom Kulturwissenschaftler Rüdiger Ahrens auf die Erfahrung der deutschen Niederlage im Ersten Weltkrieg zurückgeführt. Beides sei als Gegenreaktion auf die Auflösung hergebrachter sozialer Bindungen und auf die Niederlage des Deutschen Reiches zurückzuführen. Er hält den modernen soziologischen Begriff Szene für die beste Kategorisierung der Bündischen Jugend, „die durch geteilte Grundwerte, ästhetische Codes sowie Austausch- und Kommunikationsprozesse zusammengehalten wurde“.
Der Kultursoziologe Nicolaus Sombart urteilt in seinem Buch Jugend in Berlin. 1933–1943 (1984) über die elitären Männerbünde, „bis hin zu ihrer letzten, extremsten, ekstatischen Ausformung in den Knabenbundphantasmen“ eines Eberhard Koebel oder Alfred Schmid, diese seien „ein Ausdruck des deutsch-konservativen Syndroms, dieser seltsamen deutschen Opposition gegen den Geist der Aufklärung“, wie er in der politischen Gnosis eines Carl Schmitt zum Ausdruck käme. Ein weiteres Motiv für „den ganzen bündischen Spuk“ sieht er in der erzwungenen Sublimierung, ja Überhöhung, letztlich Verschleierung homoerotischen Begehrens aufgrund des deutschen Strafrechts (§ 175) und der Verhärtung des gesellschaftlichen Klimas nach der Harden-Eulenburg-Affäre. Hier zieht er eine Traditionslinie von Stefan Georges Gedichtband Der siebente Ring, der „Verklärung eines Pennälers zur hieratischen Kultfigur“, über Hans Blüher, Koebel und Schmid bis hin zu der esoterischen Sinnsuche eines Hans-Hasso von Veltheim. Selbst Thomas Mann habe in seiner Rede Von deutscher Republik „die einzige Möglichkeit, der deutschen Jugend die neue Staatsform … schmackhaft zu machen, darin [gesehen] …, den Nachweis zu führen, dass auch die Republik durchaus für eine libidinöse Besetzung homoerotischen Typs zu brauchen sei“. Der „Mythos vom Bund“, von der elitären Männergemeinschaft als geistigem Raum gegenseitiger Lebenssteigerung, männlicher Selbstverwirklichung, habe in den Köpfen aller deutschen Männer gesteckt. „Er stiftete das mentalitätsprägende, tief in die Persönlichkeitsstruktur eingelassene Ordnungsmodell, von dem her die politische und soziale Realität beurteilt – und verkannt wurde.“ Die Männer- und Jugendbünde seien „die Gegenposition zu der perhorreszierten egalitären, libertären und demokratischen Gesellschaft“ gewesen. Die Trinität von Freiheit, Gleichheit, Brüderlichkeit hätten sie als apokalyptische Bedrohung empfunden:

„Freiheit hieß für sie Befreiung der Frau, Freisetzung der Sexualität, Libertinage; Gleichheit Emanzipation der Juden; und Brüderlichkeit die demokratische «Cochonfrèrerie», die gesellschaftliche Anarchie, die Religion der Pöbelverehrung. Davor hatten sie Angst. Dagegen mußten sie sich zur Wehr setzen. Ihre Gegenposition ist generell antidemokratisch, antiliberal, antiparlamentarisch natürlich, im speziellen aber, und das ist viel wichtiger: antifeministisch, antisemitisch und elitär. Das ist das deutsch-konservative Syndrom. Dazu gehört als Ideologie eine mehr oder weniger esoterische, mehr oder weniger konfuse, immer obskurantistische «Kulturphilosophie». Alles, was sie ablehnten, war «Zivilisation», «westliches Gedankengut», «jüdischer Geist». Was sie verteidigten, war «Kultur». Nur sie wußten, was das ist. Eine deutsche Spezialität … der elitäre Männerbund.“

## Gegenwart

Die von bündischen Jugendgruppen gesegelte Brigantine Falado von Rhodos. Das Schiff ist am 9. August 2013 westlich vor Island gesunken.

Unter Historikern umstritten ist, inwiefern die Bündische Jugend heute noch fortbesteht. Einige meinen, sie sei mit Beginn der nationalsozialistischen Diktatur endgültig untergegangen. Sie begründen dies mit den großen Unterschieden in den Lebenswelten der Jugendlichen und der häufigen strukturellen und inhaltlichen Neuorientierung der nach dem Zweiten Weltkrieg wieder entstandenen Bünde.
Davon unberührt gibt es heute Gruppen und Bünde, die sich als bündisch und/oder jugendbewegt begreifen. Daneben gibt es auch heute vereinzelt Neugründungen von bündischen Gruppierungen. Häufiger jedoch ist das Ausscheiden von Teilen einer Gruppierung wegen Unvereinbarkeit von Anschauungen.
Auch Gruppen der deutschen Pfadfinderbewegung und der kirchlichen Jugendarbeit, besonders des CVJM, sind durch die Einflüsse der Jugendbewegung geprägt, was sie auch international deutlich unterscheidet. Allerdings gibt es große Unterschiede zwischen den einzelnen Gruppierungen.

### Mannheimer Resolution
Als Mannheimer Resolution wird eine Anzeige vieler Bünde der Jugendbewegung in der Wochenzeitung Die Zeit vom 15. Januar 1993 bezeichnet. Darin sprachen die Unterzeichner sich gegen die ausländerfeindlichen Ausschreitungen im Herbst 1992 aus. Die Resolution war von einer großen Anzahl von Gruppen und Einzelpersonen unterschrieben, die sich in der Nachfolge der Bündischen Jugend sehen, und wurde auch in mehreren Tageszeitungen veröffentlicht. Die Liste der Unterzeichner dokumentiert auch, dass zahlreiche Organisationen, die sich zu diesem Zeitpunkt als „bündisch“ verstanden, in der Hochzeit der Bewegung allenfalls an deren Rand gestanden hätten, beispielsweise wegen ihrer starken konfessionellen Bindung.

## Bündische Initiativen und Gruppen
- Burg Balduinstein
- Burg Ludwigstein
- Burg Waldeck
- Jugendburg Streitwiesen
- Brigantine Falado von Rhodos e. V. mit dem Segelschoner Whydah of Bristol
- der eisbrecher, überbündische Zeitschrift
- Ring junger Bünde
- fkk-jugend
- Nerother Wandervogel
- Deutsche Freischar
- Zugvogel – deutscher Fahrtenbund
- Deutsche Waldjugend
- verschiedene Wandervogel-Gruppen
- verschiedene Jungenschafts-Gruppen
- verschiedene Pfadfinder-Gruppen
- CVJM Westbund ökumenische Vereine evangelischen Bekenntnisses mit zahlreichen kleinen örtlichen Jugendgruppen[67]

### Bündische Gruppen
- http://www.wandervogel.de Portal zu verschiedenen Wandervogel-Bünden
- http://www.cvjm-buendisch.de Bündische Jugendarbeit im CVJM-Westbund

### Überbündische Initiativen
- Bündische Akademie
- Falado von Rhodos, Trägerverein
- Kulturinitiative
- Ton-Archiv der Bündischen Jugend